# Mikrokosmos
Mikrokosmos, Sz. 107, BB 105, és un conjunt de composicions per a piano de Béla Bartók: 153 peces progressives (de dificultat ascendent) en sis volums, escrites entre 1926 i 1939.

## Un "curs de piano"
Les peces individuals progressen des del molt senzill, aptes per a un principiant, fins a d'altres molt difícils de tècnica avançada, i són usades en les lliçons modernes per a piano i també en educació musical. Els volums primer i segon estan dedicats al seu fill Péter, mentre que els volums cinquè i sisè estan concebuts com a peces de concert per a tocar-se professionalment.
En resum, segons Bartók, la peça musical "apareix com una síntesi de tots els problemes musicals i tècnics que han estat tractats i en alguns casos només parcialment resolts en obres pianístiques anteriors."
Bartók va indicar que les peces també podien ser tocades en altres instruments. Huguette Dreyfus, per exemple, ha gravat peces dels volums 3 al 6 per a clavecí.
El 1940, poc abans d'emigrar als Estats Units, Bartók va realitzar un arranjament per a dos pianos de set de les peces per afegir-les al repertori per a concert d'ell i la seva esposa Ditta Pásztory-Bartók.

## Estructura
Consta de cent cinquanta-tres peces en sis volums en ordre creixent de dificultat:
- Volums I-II: Peces 1-36 i 37-66, per a principiants.
- Volums III-IV: Peces 67-96 i 97-121, de dificultat moderada fins a avançada.
- Volums V-VI: Peces 122-139 i 140-153, per a professionals.